# 阿南市立阿波公方・民俗資料館
阿南市立阿波公方・民俗資料館（あなんしりつあわくぼう・みんぞくしりょうかん）は、徳島県阿南市那賀川町古津の平島館址にある博物館。かつてこの地に移り住み、上洛をめざした室町幕府・足利将軍の末裔である平島公方（阿波公方）の資料と、農具・漁具・民具を展示している。旧名は那賀川町立歴史民俗資料館で、2006年（平成18年）に旧那賀川町が阿南市に合併したことにより現在の名称に変更となった。

## 施設概要
- 料金：個人200円、団体（20名以上）1人につき100円。中学生以下無料。
- 休業日：毎月曜及び国民の祝日。12月29日-1月3日。
- 営業時間：9時00分-16時30分（入館は16時まで）。
- 駐車場：普通車10台、中型バス1台。

## 交通
- JR牟岐線「西原駅」下車より徒歩約15分。